# Max van de Sluis
Max van de Sluis (* 1967) je nizozemský aranžér květin.

## Osobnost
Na jeho hodnotovém žebříčku stojí výše spokojenost se svým dílem a především působení díla na pozorovatele než vlastní finanční ohodnocení výsledku. Jeho práce jej baví, je kreativní a ve své práci sebejistý, rád se předvádí. Prezentuje, že má rád své spolupracovníky a důvěřuje jim. Svými činy ukazuje, že konkurenty vnímá spíše jako kolegy.

## Život
Po ukončení zemědělské školy absolvoval floristické kurzy. Byl rovněž na stáži u belgického aranžéra Josefa Verrijcke a nizozemského aranžéra Tona Haarlema. Pracuje v rodinné firmě v květinářství v Brabant Zeeland. Jeho otec měl zahradnictví a matka vedla květinářství, Max van de Sluis si rovněž otevřel aranžérskou dílnu a květinářství v obci se 4000 obyvateli. Max van de Sluis se chce této práci, aranžování a prodeji květin, věnovat, stejně jako jeho rodiče.

## Práce
Vlastní květinářství si v Nizozemsku otevřel v roce 1997. V roce 1998 začíná s květinovými přehlídkami a vystoupeními v mnoha zemích Evropy, USA, Asie. Pracoval zřejmě ve všech zemích Evropy, Propaguje produkty některých výrobců, nové technologie v aranžování, nové floristické výrobky, předvádí jejich použití. Jeho cílem je, aby si účastníci zcela osvojili použití nových materiálů. 
V roce 2002 se stal členem aranžérské skupiny Life3. Nevytváří obvykle běžné komerční kytice nebo věnce, vytváří umělecká díla z květin, jeho výtvory jsou srovnatelné s instalacemi moderních umělců. Ačkoliv lze jeho různá díla různě hodnotit, mnohé jeho práce jsou velmi výrazné a osobité. Podle svých slov se pokouší v díle zpracovávat své pocity a vyvolávat jím pocity v pozorovateli.
Svými díly, jejich neustálou inovací, neotřelými nápady a neočekávanými emotivními kombinacemi se snaží udržet pozornost a zájem spotřebitele, což velmi doporučuje i ostatním aranžérům květin. Praktickou stránku svého díla, použitelnost, považuje za důležitou.

## Ocenění
- Šesté místo v nizozemském mistrovství 1997,
- Šampion Nizozemska v roce 1998,
- Zúčastnil se za Nizozemsko mistrovství Evropy v roce 1999 , kde vyhrál druhé místo.
- V roce 2002 získal třetí místo ve Světovém poháru.
- V roce 2004 získal druhé místo na Horti Fair.

## Knižní díla
- 2003 Emotions by Life3 - Stichting Kunstboek Publischers
- 2005 Wedding Emotions by Life3 - Stichting Kunstboek Publischers
- 2005 Annual 05-06 | 06-07 | 07-08 - Stichting Kunstboek Publishers
- 2007 X-mass Emotions by Life3 - Stichting Kunstboek, Publischers, 2007
- 2010 Passionate Emotions by Life3 – Stichting Kunsboek Publischers